# Cineocchio! Storia e memoria
Cineocchio! Storia e memoria è l'album d'esordio dei Contrazione, prodotto dalla Blu Bus nel 1985.

## Tracce
Lato A
1. Kino Glaz!
2. Nessuna scusa
3. Capitalismo.Sangue.Silenzio

Lato B
1. Ci negano
2. Voci.Sguardi.Cemento
3. Lo sai
4. Non è l'unico modo